# Catacaló Tarcaniota
Catacaló Tarcaniota (grec: Κατακαλών Ταρχανειώτης, Katakalon Tarkhaniotis), esmentat en les obres de Nicèfor Brienni el Jove com a Catacaló Catàcal (Κατακαλών Κατακαλός, Katakalon Katakalós), fou un funcionari romà d'Orient del segle xi, actiu durant els regnats de Miquel VII Ducas (r. 1071-1078), Nicèfor III Botaniates (r. 1078-1081) i Aleix I Comnè (r. 1081-1118).
Apareix per primera vegada el 1074, quan substituí el seu pare com a dux d'Antioquia i provà, sense èxit, de reprimir la revolta de Filàret Bracami. Anys més tard, com a catepà d'Adrianòpolis, fou enviar a sufocar la rebel·lió de Nicèfor Brienni el Vell, però acabà fent-hi causa comuna i participant en la batalla de Calaura. El 1094 assistí al Concili de Blaquernes i el 1095 defensà Adrianòpolis d'una invasió cumana.

## Biografia
Catacaló Tarcaniota era fill de Josep Tarcaniota, dux d'Antioquia. És esmentat per primera vegada el 1074, any de la mort del seu pare i del seu nomenament com a dux, així com de la revolta de Filàret Bracami. Catacaló plantà cara als rebels, però no fou capaç d'aturar-los. Filàret reeixí a reunir nombrosos soldats armenis i altres soldats per formar un gran exèrcit que feu servir per estendre el seu domini a expenses de les ciutats romanes d'Orient.
El 1078, com a catepà d'Adrianòpolis, s'oposà a l'alçament de Nicèfor Brienni el Vell i el seu germà, Joan Brienni, i escrigué una carta a l'emperador Miquel VII i el seu ministre en cap, Niceforitzes, demanant-los tropes per esclafar-lo. No rebé cap mena d'ajuda i es veié obligar a resistir als atacs dels rebels per si sol durant uns dies. Conscient que es jugava la pell per poca cosa, s'alià amb Joan Brienni i s'adherí a la revolta. L'aliança fou segellada per la curopalatessa Anna, mare dels Briennis, que concertà el matrimoni entre Helena, germana de Catacaló, i el fill de Joan Brienni. Aquell mateix any, Catacaló menà l'ala esquerra de l'exèrcit de Nicèfor Brienni, formada per 3.000 genets de Tràcia i Macedònia, en la batalla de Calaura contra el futur Aleix I Comnè i les tropes fidels al nou emperador, Nicèfor III Botaniates.
Segons un segell que data del 1085, Catacaló era curopalata; segons Nicèfor Brienni el Jove, en una data desconeguda li fou concedida la dignitat de mestre. El 1093, Teofilacte d'Ocrida li envià dues cartes: una que versava sobre l'actitud davant la fortuna i una altra que portava una petita moneda, com en la paràbola dels talents. Hi ha una tercera carta enviada a un Tarcaniota, però no se sap del cert si estava adreçada a Catacaló. El 1094, assistí al consell convocat per Aleix I Comnè (r. 1081-1118) a Blaquernes per deliberar sobre la veneració de les icones. Segons la llista dels assistents, era senador. El 1095, durant una invasió dels cumans, la defensa d'Adrianòpolis fou encomanada a Catacaló i Nicèfor Brienni el Vell, que havia estat cegat després de la seva rebel·lió.
Les fonts parlen molt bé de Catacaló Tarcaniota. Segons Teofilacte d'Ocrida, era el mestre més il·lustre, mentre que Nicèfor Brienni el Jove diu que destacava pel seu estil de vida, la seva educació i la seva perícia militar. Segons el mateix autor, ja de jove, Catacaló era més savi i prudent que els altres.